# 範士
範士（はんし、英:Master）は、武道における称号の最高位。下位の称号に「教士」と「錬士」がある。
表記の仕方は、称号の上に取得した武道の名称を付す（〔例〕「剣道範士」）。取得称号及び段位を表記する場合は、称号の下に段位を付す（〔例〕「範士八段」）。

## 概要
1902年（明治35年）に大日本武徳会が定めた称号である。大日本武徳会は武道の総本山として剣道、弓道、柔道、居合術、杖術、薙刀術、槍術、銃剣術など各種の武道家に範士号を授与した。
1946年（昭和21年）、大日本武徳会は連合国軍最高司令官総司令部（GHQ）指令により解散したが、その後発足した全日本剣道連盟や全日本弓道連盟などが大日本武徳会の事業を継承し、称号を授与している。
ただし、武道の称号には学位のような法的根拠や規制がなく、あくまで民間資格であるため、大日本武徳会の事業を継承する財団法人のほかにも小規模な任意団体なども授与しており、個人の自称に近いものまである。

## 大日本武徳会の範士

### 沿革
1895年（明治28年）、小松宮彰仁親王を総裁として大日本武徳会が発足した。同会は精錬証という表彰制度を定め、毎年の武徳祭大演武会において優秀な武術家に授与した。
1902年（明治35年）、大日本武徳会は「武術家優遇例」を定め、「範士」と「教士」の2称号を新設した。これにより精錬証は教士の下位となった。範士号受有者には終身25円以内の年金が贈与された。
1918年（大正7年）、武術家優遇例が「武術家表彰例」に改定された。
1921年（大正10年）、年金制度が改定され、新たに範士号を授与する者に対しては年金を贈与しないこととされた。
1942年（昭和17年）、太平洋戦争下の国策で大日本武徳会が厚生省、文部省、陸軍省、海軍省、内務省の所管する政府の外郭団体に改組されたことにより、範士号も民間団体の称号から政府外郭団体の称号としての意義を持つようになった。
1945年（昭和20年）、日本の敗戦により大日本武徳会は民間団体に戻った。
1946年（昭和21年）、連合国軍最高司令官総司令部の武道禁止令により大日本武徳会は解散した。

### 武術家優遇例
1902年（明治35年）5月7日
- 第一条　本会ハ武術家優遇ノ趣旨ヲ明カニセンガ為メ左ノ各項ノ資格ヲ具備スル者ニ就キ詮衡委員会ノ推薦ニ依リ総裁宮殿下ノ御裁可ヲ経テ範士、教士ノ称号ヲ授与ス

範士ノ称号ヲ受クベキ者ノ資格
一、斯道ノ模範トナリ兼テ本会ノ為メ功労アル者
二、丁年（満二十歳）ニ達シタル後四十年以上武術ヲ鍛錬シタル者
三、教士ノ称号ヲ有スル者
教士ノ称号ヲ受クベキ者ノ資格
一、品行方正ニシテ本会ヨリ精錬証ヲ受ケタル者
二、武徳祭大演武会ニ於テ武術ヲ演ジタル者
- 第二条　詮衡委員ハ会長之ヲ推薦ス
- 第三条　範士ノ数ハ各武術を通ジテ三十人ヲ超エルヲ得ズ
- 第四条　範士、教士ノ称号ニハ其ノ術ノ名称ヲ冠ス
- 第五条　範士ニハ終身弐拾五円以内ノ年金ヲ贈与ス
- 第六条　本会ノ教授ハ範士、教士ノ称号ヲ有スル者ヨリ之ヲ招聘ス
- 第七条　範士、教士ニシテ其ノ栄誉ヲ汚辱スル行為アリタルトキハ詮衡委員会ノ決議ニ依リ其ノ称号ヲ褫奪ス

### 第1回範士
1903年（明治36年）5月8日、剣術7名、柔術2名、槍術1名、弓術1名が第1回の教士号と同時に範士号を授与され、「教士即日範士」となった。

#### 剣術
| 氏名       | 流派       | 府県   | 年齢 |
| ---------- | ---------- | ------ | ---- |
| 渡辺昇     | 神道無念流 | 東京府 | 66   |
| 三橋鑑一郎 | 武蔵流     | 京都府 | 62   |
| 柴江運八郎 | 神道無念流 | 長崎県 | 68   |
| 石山孫六   | 一刀流     | 高知県 | 74   |
| 得能関四郎 | 直心影流   | 東京府 | 61   |
| 阪部大作   | 鏡心明智流 | 愛知県 | 66   |
| 高尾鉄叟   | 鉄仲流     | 長崎県 | 73   |

#### 柔術
| 氏名     | 流派         | 府県   | 年齢 |
| -------- | ------------ | ------ | ---- |
| 戸塚英美 | 戸塚派揚心流 | 千葉県 |      |
| 星野九門 | 四天流       | 熊本県 |      |

#### 槍術
| 氏名   | 流派     | 府県   | 年齢 |
| ------ | -------- | ------ | ---- |
| 坂井等 | 宝蔵院流 | 熊本県 |      |

#### 弓術
| 氏名     | 流派                 | 府県   | 年齢 |
| -------- | -------------------- | ------ | ---- |
| 奥村閑水 | 日置流雪荷派・印西派 | 愛知県 | 85   |

## 全日本剣道連盟の範士
一般財団法人全日本剣道連盟は、次の資格を具備する者に審査を経て剣道および居合道、杖道の範士号を授与している。
1. 範士は、剣理に通暁、成熟し、識見卓越、かつ、人格徳操高潔なる者。
2. 教士八段受有者で、八段受有後8年以上経過し、加盟団体の選考を経て加盟団体会長より推薦された者、ならびに全剣連会長が適格と認めた者。

これに加え、
1. 剣道人として実践してきた実績。
2. 指導者としての実績。
3. 論文、講演録などの専門的業績。
4. 人物、識見、剣理に対する評価。
5. 剣道およびその他、武道修業全般に関すること。

の事項について予備調査が実施され、審査員10名中8名以上の合意により合格となる。合格者名は全剣連の広報紙『月刊剣窓』および剣道専門雑誌の『剣道日本』、『剣道時代』にて公表される。
なお、2000年（平成12年）4月1日に現行の制度に改正されるまでは、七段から範士の受審資格があったため、「範士七段」が存在したが、現行の制度では取得できない。

## 全日本弓道連盟の範士
公益財団法人全日本弓道連盟は、次の資格を具備する者に審査を経て弓道範士号を授与している。
1. 徳操高潔、技能円熟、識見高邁にして特に斯界の範たること。
2. 教士の称号を受有すること。

## 全日本空手道連盟の範士
公益財団法人全日本空手道連盟は、次の資格を具備する者に審査を経て空手道範士号を授与している。
1. 八段以上取得後2年以上。
2. 教士取得後1年以上。全国審判員。日本スポーツ協会公認空手道上級コーチ以上。全空連2級資格審査員以上。
3. 60歳以上。
4. 指導者として、徳操高潔、識見高邁にして特に斯道の範たること。

## 全日本なぎなた連盟の範士
公益財団法人全日本なぎなた連盟は、なぎなた範士号を授与している。

## 全日本銃剣道連盟の範士
公益社団法人全日本銃剣道連盟は、銃剣道および短剣道の範士号を授与している。

## 全日本槍道連盟の範士
一般社団法人全日本槍道連盟は、槍道および斧道の範士号を授与している。

## 日本水泳連盟の範士
公益財団法人日本水泳連盟は、日本泳法の資格として、「教士の資格を有する者にして人格、技量、識見ともに備わり、日本泳法の普及・発展に貢献している者」に範士を授与している。受験資格を有する者は、教士を授与されてから10年以上経過した45歳以上の者である。